# Carlos Acosta
Carlos Acosta (La Habana, 2 de junio de 1973) es un bailarín, actor, escritor y coreógrafo cubano, distinguido con el título de comendador de la Orden del Imperio Británico.

## Biografía
Acosta estudió ballet en la Escuela Nacional de Ballet de Cuba en la que tuvo a profesores que le influyeron como Ramona de Saá. En junio de 1988 se licenció con máximas calificaciones y recibió una medalla de oro.

## Trayectoria
Ha bailado con numerosas compañías, entre ellas la English National Ballet, el Ballet Nacional de Cuba, el Ballet de Houston y el American Ballet Theatre. Ha sido un miembro permanente del Royal Ballet de Londres desde 1998 y en 2003 fue promovido a principal bailarín invitado, una posición que redujo su compromiso con la compañía, permitiéndole concentrarse en una creciente agenda de apariciones internacionales como invitado y tours. 
En 2011 recibió el Premio Nacional de la Danza por el Consejo Nacional de las Artes Escénicas.
En 2014, recibió de la reina Isabel II de Inglaterra la medalla de Comendador de la Excelentísima Orden del Imperio Británico (CBE).
Al año siguiente se retiró del Royal Ballet y desde entonces, manteniendo una intensa agenda de presentaciones, "se ha dedicado a impulsar su fundación en apoyo a jóvenes talentos, a potenciar su academia" y su cuerpo de baile, Acosta Danza, con sede en Cuba.
Está casado y es padre de tres hijas.

## Compañías
De 1989 a 1991, Carlos actuó en diversas compañías incluidas la Compagnia Teatro Nuovo di Torino en Italia, donde bailó al lado de Luciana Savignano y la compañía del Teatro Teresa Carreño de Caracas, Venezuela.

### English National Ballet
Por invitación de Ivan Nagy, Carlos bailó en la temporada 1991/92 con el English National Ballet en Londres las Danzas polovtsianas de la ópera El príncipe Ígor; Cenicienta, con Eva Evdokímova y Ludmila Semenyaka; El Espectro de la rosa, Les Sylphides y como Príncipe en El Cascanueces con coreografía de Ben Stevenson.

### Ballet Nacional de Cuba
En 1992 y 1993, fue miembro del Ballet Nacional de Cuba bajo la directora Alicia Alonso, llegando a ser primer bailarín en 1994. En octubre de 1993 y septiembre de 1994, fue de gira con la compañía a Madrid, España, donde bailó en los papeles de Albrecht en Giselle, Basilio en Don Quixote y Siegfried en El lago de los cisnes.

### Houston Ballet
En noviembre de 1993, fue invitado por Ben Stevenson, director artístico del Ballet de Houston para ser primer bailarín; debutó en la compañía como el Príncipe en El Cascanueces. Entre los papeles que siguieron cabe mencionar, entre otros:
- Prince Siegfried en El lago de los cisnes
- Solor en La Bayadère
- Basilio en Don Quixote

### Royal Ballet
En 1992, Carlos bailó en Royal Ballet, Covent Garden, bajo la dirección de Carlos Christ. Algunos de los papeles que representó fueron:
- Jean de Brienne en una producción de Rudolf Nureyev de Raymonda Acto III
- Siegfried en El lago de los cisnes

Llegó a ser principal bailarín invitado de esta compañía, de la que se retiró en 2015.

## Premios
- Medalla de Oro del Prix de Lausanne (1990).
- Grand Prix de la 4.ª bienal Concurso Internacional de Danza de París (fr) (1990).
- Premio Vignale Danza en Italia (1990).
- Premio Frédéric Chopin, otorgado por la Corporación Artística Polaca (1990).
- Premio al Mérito en la Competición de Jóvenes Talentos, Positano, Italia (1991).
- Premio Osimodanza, Italia (1991).
- Gran Premio por la Unión de Escritores y Artistas de Cuba (1991).
- Premio de Danza de la Fundación Princesa Grace, Estados Unidos (1995).
- Nominado a un Premio Laurence Olivier (2004).
- Premio Laurence Olivier (2006).
- Comendador de la Orden del Imperio Británico (2013)[3]

## Filmografía
- 2009: New York, I Love You
- 2018: Yuli
- 2016:Un traidor como los nuestros

## Libros
- 2007: Sin mirar atrás (No Way Home), autobiografía.
- 2013: Pata de puerco (Pig's Foot), novela.